# Sebastianismo

Sebastián I de Portugal.

El sebastianismo fue un movimiento místico-secular que recorrió Portugal en la segunda mitad del siglo XVI como consecuencia de la muerte del rey Sebastián en la batalla de Alcazarquivir, en 1578. Por falta de herederos, el trono portugués terminaría a la larga en las manos del rey Felipe II, de la rama española de la casa de Habsburgo.
El sebastianismo es un mesianismo adaptado a las condiciones lusas y más tarde nordestinas (en el noreste de Brasil). Se traduce en una inconformidad con la situación política vigente y una expectativa de salvación milagrosa, a través de la resurrección de un muerto ilustre.
Poca gente había visto al cadáver del rey y menos aún lo habían reconocido. El pueblo, en su desesperación, precisaba creer en algo que le diera esperanza y, por otro lado, no aceptaba el hecho. Así se propagó la leyenda de que el rey se encontraba todavía vivo, sólo esperando el momento preciso para volver al trono y alejar el dominio extranjero.
Su divulgador más popular fue el poeta Bandarra, que compuso incansables versos clamando por el retorno del Deseado (como era llamado Sebastián). Bien es cierto que Bandarra falleció unas décadas antes que el rey don Sebastián, pero sus Trovas se interpretaron más tarde como una profecía por el regreso de un rey deseado. Las Trovas son la obra emblemática del sebastianismo. Explotando la credulidad popular, varios oportunistas se presentaron como el rey oculto en un intento de obtener beneficios personales, entre ellos el conocido como Pastelero de Madrigal. Este caso es, no obstante, un asunto muy polémico, ya que Espinosa, según numerosas pruebas y todo el proceso judicial al que fue sometido avalan que pudiera ser, en efecto, el desaparecido rey don Sebastián. En el Archivo General de Simancas, se conserva este proceso del "Pastelero de Madrigal", que fue declarado como materia reservada y secreto de Estado por el duque de Lerma el 23 de septiembre de 1615 con lo que no pudo ser investigado hasta que se levantó el secreto a mediados del siglo XIX.
El intelectual más reconocido que se adhirió al movimiento fue el Padre Vieira. 
Finalmente, en 1640, tras el exitoso movimiento para restaurar la independencia portuguesa liderado por los Braganza, el movimiento comenzó a quedar circunscrito al interior del Nordeste brasileño, también con la creencia en la llegada de un "rei bon" (rey bueno).
Según el historiador brasileño José Murilo de Carvalho:

"António Vieira en un curioso libro llamado Historia del Futuro, pretendía descubrir a los portugueses, que habían descubierto el mundo, el secreto de su futuro. Sostenía que Portugal estaba destinado por Dios a regir un Quinto Imperio, que sucedería a los imperios egipcio, asirio, persa y romano. En este Quinto Imperio, universal y cristiano, "todos los reinos se unirían bajo un mismo cetro, todas las cabezas obedecerían a una sola cabeza suprema, todas las coronas se reunirían en una diadema". El mito del imperio prometido estaba normalmente relacionado con la creencia mesiánica en el retorno del rey Sebastián, muerto a los 24 años en la batalla de Al Kasr al Kebir en Marruecos, en 1578. Según esta leyenda, él volvería para restablecer el reino o para fundar uno nuevo. Tres siglos más tarde, al terminar el siglo XIX, el mito mesiánico del retorno del rey Sebastián todavía estaba vivo entre los campesinos brasileños. Canudos era uno de los ejemplos de esta pervivencia."

El poeta portugués Fernando Pessoa, en su libro Mensagem, admite una postura sebastianista, en busca de un patriotismo perdido. El libro fue compuesto tomando como motivo el pasado heroico de Portugal.
Mitos similares al sebastianismo han sido recurrentes en diversas épocas y culturas. Más o menos por la misma época circuló la leyenda de El Encubierto en las Germanías valencianas, un hipotético nieto de los Reyes Católicos sublevado contra Carlos I, mito que circuló también entre los Comuneros castellanos y entre los catalanes en 1522 (en este caso con el nombre de Bernabé El Encubierto); este personaje murió en mayo de 1522. También hubo figuras que se hicieron pasar por los verdaderos zares en Rusia (como diversos "falsos Dimitri" en tiempos de Borís Godunov), o por el emperador Nerón en Roma tras su muerte o por el mismo Cristo.